# Île Fitzroy

Plage sur l'ile Fitzroy. Juin 2020.

L'île Fitzroy (en anglais : Fitzroy Island) est une île australienne située dans la mer de Corail, dans la région de Cairns au nord du Queensland. Elle se trouve au large du cap Grafton, à environ 29 km de la ville de Cairns. Elle est entourée par un système corallien qui fait partie du Parc marin de la Grande Barrière. L'île elle-même, protégée dans sa quasi-totalité par le Parc national de l'île Fitzroy, est recouverte par une forêt tropicale humide. En 2016, elle comptait 44 habitants. 

## Histoire
L'île est observée par James Cook en 1770 ; il lui donne le nom d'île Fitzroy en hommage à Augustus FitzRoy. Le peuple aborigène Yidiny l'appelle Gabaɽ (avant-bras), en référence à sa submersion partielle.